# Cercle sportif Mars Bischheim 1905 (féminines)
Maillots
La section féminine du Cercle sportif Mars Bischheim 1905 est un ancien club de football féminin français basé à Bischheim et fondé en 2004 à la suite de la dissolution de la section féminine du SC Schiltigheim qui évoluaient en Division 2.
L'équipe fanion du club participait au championnat de seconde division de 2004 à 2016, puis en DH Alsace lors de la saison 2016-2017.
À la suite du dépôt de bilan du club à l'été 2017, la plupart des joueuses rejoint la section féminine de l'AS Pierrots Vauban de Strasbourg.

## Palmarès
Le tableau suivant liste le palmarès du club dans les différentes compétitions officielles au niveau national et régional.
| Compétitions régionales               | Équipes de jeunes           |
| 2016-2017 : Vainqueur de la DH Alsace | Votre aide est la bienvenue |

## Bilan saison par saison
Le tableau suivant retrace le parcours du club depuis sa création en 2004.
| Édition   | Division 2  | Division d'Honneur Alsace | Coupe de France |
| 2004-2005 | 4e (Gr. B)  |                           | 16e de finale   |
| 2005-2006 | 3e (Gr. B)  |                           | 16e de finale   |
| 2006-2007 | 3e (Gr. B)  |                           | non connu       |
| 2007-2008 | 3e (Gr. B)  |                           | 8e de finale    |
| 2008-2009 | 8e (Gr. B)  |                           | 16e de finale   |
| 2009-2010 | 11e (Gr. A) |                           | 16e de finale   |
| 2010-2011 | 5e (Gr. A)  |                           | 16e de finale   |
| 2011-2012 | 7e (Gr. A)  |                           | 32e de finale   |
| 2012-2013 | 4e (Gr. A)  |                           | 16e de finale   |
| 2013-2014 | 9e (Gr. A)  |                           | 1/4 de finale   |
| 2014-2015 | 11e (Gr. A) |                           | 16e de finale   |
| 2015-2016 | 12e (Gr. A) |                           | 32e de finale   |
| 2016-2017 |             | 1er (échoue en barrages)  | 32e de finale   |